# Вашлиджвари

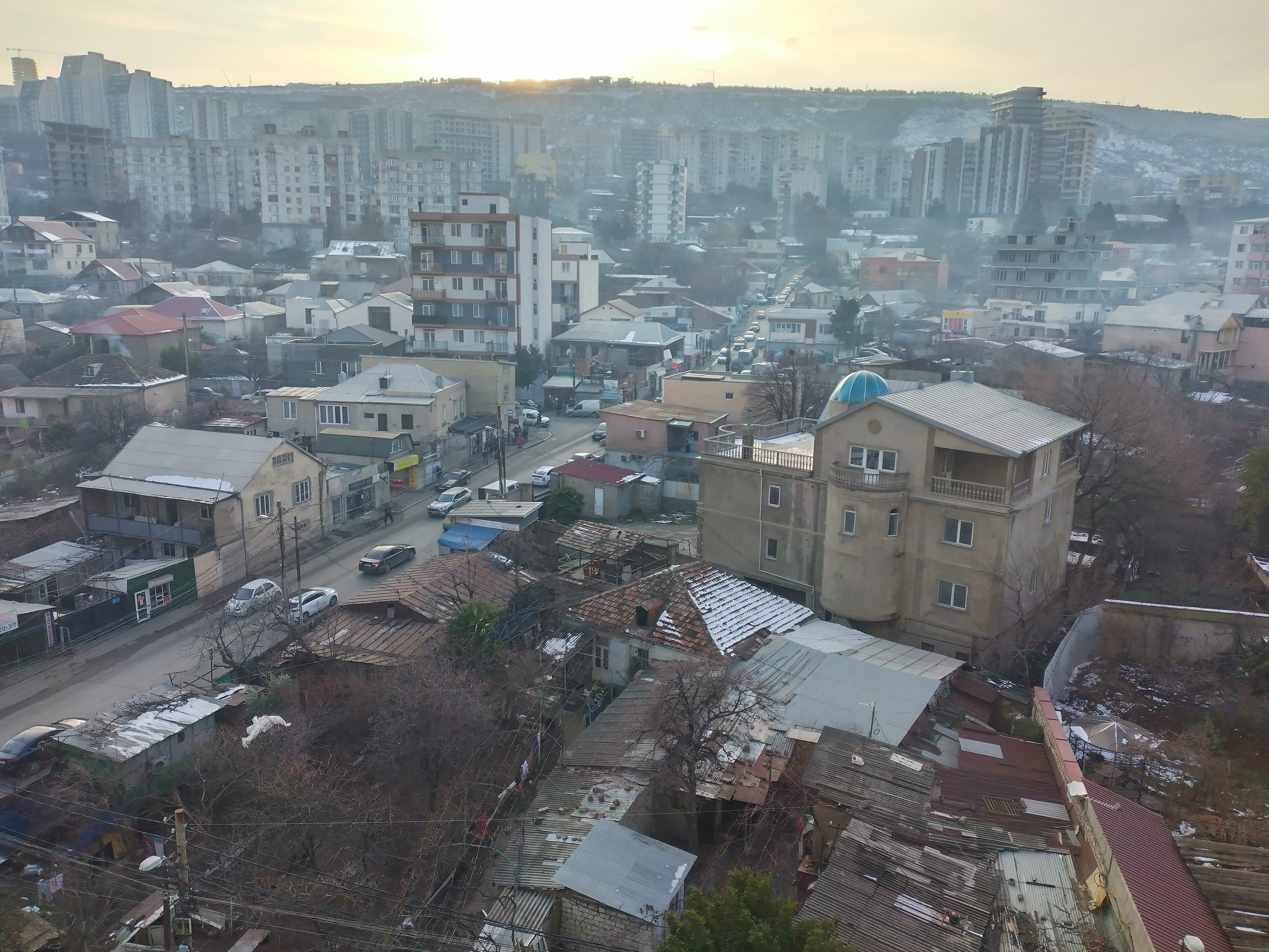
Вид на Вашлиджвари

Вашлиджва́ри (груз. ვაშლიჯვარი) — микрорайон, бывшее село в западной части Тбилиси, в долине реки Мтквари, на правом берегу реки Дигмисцкали, преимущественно на склонах горы Онадири.
На территории Вашлиджвари человек жил ещё в IV—III тысячелетиях до н. э. В 1959 году у моста через Дигмисцкали был обнаружен могильник позднеантичного и раннефеодального периода с погребениями в ямах и каменных ящиках. Регулярные археологические раскопки в окрестностях Вашлиджвари проводятся с 1968 года. В 1972 году на хребте, расположенном на правом берегу Дигмисцкали, был найден могильник раннефеодальной эпохи IV—VII веков, а в 1981 году — памятники Куро-аракской эпохи и I тысячелетия н. э. Экспедиция под руководством Р. Абрамишвили обнаружила на раннесредневековом могильнике погребения в ямах, перекрытые каменными плитами, и каменные ящики.
Историческая судьба Вашлиджвари тесно связана с селом Дигоми. В позднем Средневековье Вашлиджвари находился в юрисдикции дигомского моурави. В XIX веке здесь были разбиты виноградники, а в советский период был основан Научно-исследовательский институт виноградарства и виноделия Грузии со своей экспериментальной базой, который снабжал города и сёла Грузии ранними столовыми сортами винограда. В 1980-х годах XIX века Вашлиджвари представлял собой поселение сельского типа. Постепенно он слился с Тбилиси. В 1989 году на территории Вашлиджвари был построен новый жилой массив с многоэтажными домами примерно на 39 тысяч жителей (архитекторы: Г. Шавдия, О. Арвеладзе, Э. Рухадзе, Т. Джирашвили). Собственно село Вашлиджвари, давшее название новому району, оказалось в его восточной части. Согласно административно-территориальному делению муниципалитета Тбилиси (2014), Вашлиджвари вместе с Дигоми составляет один район (район № 9).
В окрестностях Вашлиджвари сохранилась зальная церковь Святого Георгия в Онадири (IX—X вв.) эпохи развитого Средневековья. На территории Вашлиджвари расположена база Сил специальных операций Министерства обороны Грузии.